# Molly Yard
Molly Yard (* 6. Juli 1912 in Shanghai, China; † 21. September 2005 in Pittsburgh, Pennsylvania, USA; gebürtig Mary Alexander Yard) war eine Frauenrechtlerin und von 1987 bis 1991 Präsidentin der National Organization for Women (NOW).

## Leben
Mary „Molly“ Yard wurde als Tochter methodistischer Missionare in Shanghai geboren und wuchs in Chengdu auf. In den 1930er-Jahren beendete sie das Swarthmore College, ein koedukatives College.
1953 zog sie nach Pittsburgh und unterstützte dort 1958 David L. Lawrence sowie die Präsidentschaftswahlen 1960 von John F. Kennedy und 1972 von George McGovern.
Yard wurde 1971 ein aktives Mitglied der NOW und schloss sich 1978 der nationalen NOW-Bewegung an. Sie unterstützte dabei den Kampf für Frauenrechte und spendete für diesen Zweck über eine Million Dollar. 1987 wurde sie zur Präsidentin der NOW gewählt, bis sie im Dezember 1991 zurücktrat.

## Auszeichnungen
- Feminist Majority Foundation's lifetime achievement award (für ihre Leistungen für Frauenrechte)

| Personendaten    | Personendaten                      |
| ---------------- | ---------------------------------- |
| NAME             | Yard, Molly                        |
| ALTERNATIVNAMEN  | Yard, Mary Alexander (Geburtsname) |
| KURZBESCHREIBUNG | US-amerikanische Frauenrechtlerin  |
| GEBURTSDATUM     | 6. Juli 1912                       |
| GEBURTSORT       | Shanghai, Volksrepublik China      |
| STERBEDATUM      | 21. September 2005                 |
| STERBEORT        | Pittsburgh, Pennsylvania, USA      |